# (23663) Kalou
(23663) Kalou est un astéroïde de la ceinture principale.

## Description
(23663) Kalou est un astéroïde de la ceinture principale. Il fut découvert le 10 mars 1997 à Arbonne-la-Forêt par Michel Meunier. Il présente une orbite caractérisée par un demi-grand axe de 2,39 UA, une excentricité de 0,06 et une inclinaison de 7,1° par rapport à l'écliptique.

## Compléments